# 161092 Zsigmond
161092 Zsigmond è un asteroide della fascia principale. Scoperto nel 2002, presenta un'orbita caratterizzata da un semiasse maggiore pari a 3,0408920 UA e da un'eccentricità di 0,0794253, inclinata di 4,82757° rispetto all'eclittica.